# Gilera RX
La Gilera RX è una motocicletta di tipo enduro prodotta dall'azienda motociclistica italiana Gilera in cilindrata 125 e 200 cm³, presentata nel salone di Milano nel novembre 1983 e successivamente prodotta nello stabilimento di Arcore e commercializzata a partire dal marzo 1984.

## Il contesto
Diretta concorrente della Cagiva Aletta Rossa, seppe distinguersi per le sue ottime prestazioni per l'epoca, per la accuratezza nell'assemblaggio, qualità dei componenti, il design curato di Paolo Martin e per la completezza della strumentazione (che comprendeva tachimetro, contagiri, indicatore benzina e temperatura più spie di frecce, olio e abbaglianti).
La ciclistica vanta un telaio in acciaio a struttura mista in tubi e lamiera scatolata, una forcella Paioli da 35 mm a steli disposti normalmente, collegata ad un manubrio in acciaio con traversino fisso Tommaselli ed al posteriore un mono ammortizzatore Marzocchi regolabile nel precarico molla abbinato alla sospensione in lamiera scatolata in alluminio di tipo Monodrive.
L'impianto frenante è misto disco/tamburo con disco anteriore Brembo da 230mm con una pinza Brembo a due pistoncini contrapposti e un tamburo posteriore ad azionamento di tipo meccanico, mentre le ruote a raggi sono in acciaio lucidato da 21” all'anteriore e da 18” al posteriore. Un serbatoio di lamiera metallica capace di contenere fino ad 13 litri consente un'autonomia di 371 km.
Una sella con il logo RX stampato poteva consentire il trasporto di un passeggero che disponeva di due comode pedane ripiegabili con inserto in gomma zigrinata e di un portapacchi che gli consentiva di trovare appiglio per le mani.
Il propulsore due tempi Gilera con cilindro in lega di alluminio era per l'epoca una vera e propria modernità, raffreddamento a liquido mediante pompa, miscelatore automatico, ammissione lamellare direttamente nel cilindro. Come optional era presente anche l'avviamento elettrico e di conseguenza una batteria più grossa.
Sul lato sinistro del motore vi si trova la parte riguardante l'accensione magnetica a volano di tipo CDI, la leva del cambio regolabile nell'inclinazione e il pignone a 16 denti collegato tramite catena ad una corona dentata da 52 denti, la quale andava a fissarsi nel mozzo posteriore, era presente nel mozzo posteriore anche un parastrappi in gomma.
Sul lato destro del motore vi si trova: il miscelatore automatico variabile nella portata di olio tramite cavo collegato all'acceleratore, la pompa del liquido refrigerante collegata all'albero motore tramite ingranaggi, più all'interno troviamo la parte riguardante la frizione a bagno d'olio ed i relativi dischi.

## L'evoluzione RX Arizona
Nel 1984 Gilera presenta l'evoluzione del modello RX: la RX Arizona, una moto identica nella meccanica principale, ma con diversi accorgimenti riguardanti perlopiù l'impatto visivo.
Le modifiche furono ispirate alle enduro di grossa cilindrata che gareggiavano nella corsa “Paris-Dakar”: un serbatoio in lamiera metallica come il precedente ma di maggiore capienza di carburante, da 13 a 22 litri su cui spicca il logo utilizzato per questo modello: un'aquila in sfondo a stelle e strisce, un omaggio allo stato dell'Arizona a cui questa moto è stata dedicata.
Una maschera sul faro anteriore non tanto per evitare la rottura dovuta ai sassi, ma perlopiù per estetica, dei soffietti per riparare gli steli delle forcelle da polvere e pietrisco, paramani sul manubrio, borsa posteriore fissata sul portapacchi, copridisco con logo “Gilera”.